# Coenraad Pieter ter Kuile
Coenraad Pieter ter Kuile (Enschede, 24 februari 1832 – Velp, 15 juli 1912) was een Nederlandse geneeskundige.

## Achtergrond en studie
Coenraad Pieter ter Kuile was een van de elf kinderen van Coenraad ter Kuile (1781-1852), een bekende wetenschapper en sterrenkundige uit de eerste helft van de 19e eeuw in Enschede. Hij werd als student in de medicijnen 18 juni 1853 ingeschreven aan de Universiteit te Leiden. Hij promoveerde op 29 mei 1857 op een proefschrift over de kwaliteit van melk en het herkennen en tegengaan van vervalsing. Na nog een jaar in Berlijn en in Wenen te hebben gestudeerd, vestigde hij zich in Enschede.

## Loopbaan
Lange tijd was hij lid van de Geneeskundige Raad voor Overijsel en Drenthe. In 1865 werd hij voorzitter van de Gezondheidscommissie en van 1882 tot 1908 was hij verbonden aan het Zieken- en Pensioenfonds voor Enschede en Lonneker.
Ter Kuile heeft veel geneeskundige boeken bewerkt en vertaald, zoals:
- De Taak der Moeder aan het Ziekbed, 1869
- De Inwrijvingskuur bij syphilis, 1867
- De Huisdokter voor Stad en land, 1884
- De Bouw, Het Leven en De Verpleging van het Menschelijk Lichaam, 1916
- Over Krankzinnigheid
- Vrouwenziekten

Zijn bewerking van Algemeene gezondheidsleer van professor Karl Heinrich Reclam is zijn meest verbreide werk.